# Nonneor
Nonneor (Nonea) är ett släkte av strävbladiga växter. Nonneor ingår i familjen strävbladiga växter.

## Bildgalleri

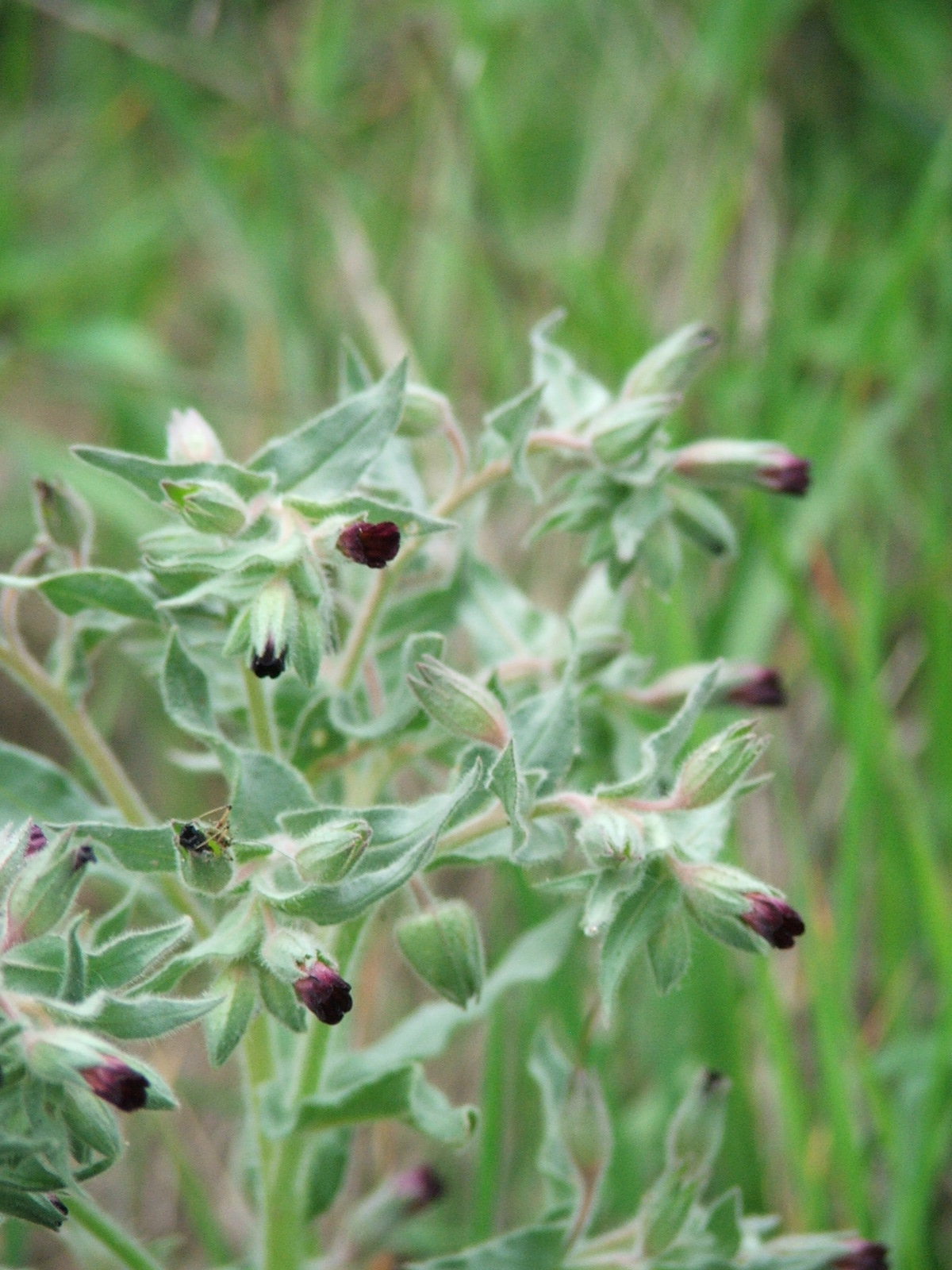

## Dottertaxa till Nonneor, i alfabetisk ordning[1]
- Nonea alpestris
- Nonea anchusoides
- Nonea anomala
- Nonea armeniaca
- Nonea atra
- Nonea calceolaris
- Nonea calycina
- Nonea caspica
- Nonea cesatiana
- Nonea daghestanica
- Nonea decurrens
- Nonea dumanii
- Nonea echioides
- Nonea edgeworthii
- Nonea embergeri
- Nonea flavescens
- Nonea heterostemon
- Nonea hypoleia
- Nonea intermedia
- Nonea iranica
- Nonea kandaharensis
- Nonea karsensis
- Nonea longiflora
- Nonea lutea
- Nonea macrantha
- Nonea macropoda
- Nonea macrosperma
- Nonea melanocarpa
- Nonea micrantha
- Nonea minutiflora
- Nonea monticola
- Nonea multicolor
- Nonea obtusifolia
- Nonea ovczinnikovii
- Nonea pallens
- Nonea palmyrensis
- Nonea persica
- Nonea philistaea
- Nonea pisidica
- Nonea polychroma
- Nonea popovii
- Nonea pulla
- Nonea pulmonarioides
- Nonea rosea
- Nonea rossica
- Nonea setosa
- Nonea stenosolen
- Nonea taurica
- Nonea turcomanica
- Nonea versicolor
- Nonea vesicaria
- Nonea vivianii